# Никитюк, Виктор Иванович
Виктор Иванович Никитюк (31 марта 1954, Житомир — 28 июля 2021, Львов) — советский футболист, защитник. Выступал за «Автомобилист» (Житомир), дубль Динамо (Киев), СК «Луцк», «Карпаты» (Львов), «Спартак» (Ивано-Франковск), СКА (Львов), «Кривбасс» (Кривой Рог), СКА «Карпаты» (Львов).
Учился в Луцком педагогическом институте.
Тренировал команды: «Галичина» (Дрогобич), «Электрон» (Мостиска), «Авангард» (Веселое), «Чугур» (Окница, Молдавия), «Газовик» (Комарно), «Газовик-Скала» (Стрый), «Рава» (Рава-Русская).
Проживал во Львове.